# Eobraconus inopinatus
Eobraconus inopinatus är en stekelart som först beskrevs av Alexandr Rasnitsyn 1983.  Eobraconus inopinatus ingår i släktet Eobraconus och familjen bracksteklar. Inga underarter finns listade i Catalogue of Life.